# Schwarzwaldhaus 1902

Der Kaltwasserhof in Münstertal – Drehort des Schwarzwaldhauses 1902

Schwarzwaldhaus 1902 ist der Titel eines vierteiligen Dokumentarfilms, der im Dezember 2002 im Ersten ausgestrahlt und vom SWR produziert wurde. Gedreht wurde auf dem Kaltwasserhof in Münstertal/Schwarzwald in zwei Drehstaffeln: die erste im August und September 2001, die zweite im Dezember 2001 und Januar 2002.

## Hintergrund
Thema der Dokumentation war das Leben einer Bauernfamilie im Jahre 1902. Allerdings sollte die Vergangenheit nicht nacherzählt, sondern authentisch gelebt werden. Dazu wurde die fünfköpfige Familie Boro (Vater Ismail Boro, Mutter Marianne Hege-Boro und die Kinder Reya-Anna, Sera-Emine und Akay-Mathias) aus Berlin, die aus über 700 Bewerbern ausgewählt wurde, vorübergehend auf eine regelrechte Zeitreise geschickt. Der Kaltwasserhof wurde in den Zustand von 1902 detailgetreu zurückgebaut: kein Strom, kein fließendes Wasser, keine sanitären Anlagen, keine technischen Geräte und Hilfsmittel. Die Familie wurde vorbereitet mit einem Melksimulator plus Plastikeuter im Wohnzimmer sowie einer Trainingswoche im Schwarzwälder Freilichtmuseum Vogtsbauernhof in Gutach. Dort lernte sie unter anderem Butter selbst herzustellen oder Bürsten aus Rosshaar zu fertigen.

## Produktion
Insgesamt drei Monate lebte und arbeitete Familie Boro unter den Bedingungen von 1902. Schnell musste sie feststellen, wie hart und entbehrungsreich das Leben der Kleinbauern jener Zeit gewesen ist. Sie musste sich mit Viehhaltung (drei Kühe, ein Schwein, zehn Hühner und ein Hahn, Kaninchen und ihre beiden Hunde) sowie Ackerbau als Selbstversorger ernähren. Da das zum Leben nicht ausreichte, versuchten die Boros durch den Verkauf von Salat und Kohlrabi und selbstgemachten Bürsten auf dem Markt von Staufen ein wenig Geld hinzuzuverdienen. Milchprodukte durften auf Grund des zu hohen Keimgehaltes nur zum eigenen Bedarf genutzt werden. In Münstertal wurde ein Supermarkt so „präpariert“, dass die Boros dort nur jene Waren kaufen konnten, die sie auch 1902 hätten kaufen können (Zündhölzer, Kernseife und so weiter) und zwar in der damaligen Währung und zu damaligen Preisen.
Der harte 18-stündige Arbeitstag brachte die Familienmitglieder an den Rand der physischen und psychischen Belastbarkeit. So erlitt Ismail Boro aufgrund der körperlich harten Arbeit schon in der ersten Folge einen Leistenbruch. Marianne Hege-Boro zog sich aufgrund der Kälte und des Fehlens jeglicher Unterwäsche (auch die Kleidung war authentisch) eine Blasenentzündung zu. Vater Ismail und Tochter Reya liefen sich beim Marsch zum Markt nach Staufen die Füße blutig. Außerdem erlitt Reya eine Sehnenscheidenentzündung und Sohn Akay eine Blutvergiftung.
In der Realität hätte Familie Boro wohl kaum überlebt – Rückschläge und eine fatale Fehlentscheidung brachten enorme wirtschaftliche Probleme: Sie verloren die Kartoffelernte durch Pilzbefall. Die einzige milchgebende Kuh erkrankte an einer Euterentzündung, sodass keine Milchprodukte mehr verkauft werden konnten. Ende August traf die Familie die Entscheidung, mit der Heuernte zu warten, da Seras Geburtstag gefeiert werden sollte. In der Nacht nach dem Geburtstag endete die wochenlange Schönwetterperiode und der Regen setzte ein. Zwar versuchten die Boros zum Ende der Regenperiode mit Erntehelfern das Heu noch einzuholen, doch auch dieser Versuch wurde vom einsetzenden Regen vereitelt. Das für den Winter so wichtige Viehfutter verfaulte und obendrein verlor die Familie den größten Teil ihres Geldes für die Bezahlung der Erntehelfer. Als Folge mussten sie eine Kuh und das Schwein „Barney“ verkaufen. Im Jahre 1902 wäre das wohl das Aus für den Hof gewesen. Bei der im Winter gedrehten zweiten Staffel stellte sich dann auch noch heraus, dass die im Sommer angelegten Vorräte größtenteils verdorben waren.
Was während der Zeitreise tatsächlich passierte erzählten die Darsteller im Buch Wir Boros und das Schwarzwaldhaus (Lübbe Verlag, 2003).

## Grimme-Preis
Die Dokumentation wurde zu einem Überraschungserfolg. Die Einschaltquote der zweiten Folge lag bei 19,1 % Marktanteil, die der letzten Folge sogar bei 21,5 %. Die im Vorfeld vom Magazin Spiegel geäußerten Befürchtungen, die öffentlich-rechtlichen Sender wollten eine Art Big Brother nachahmen, bestätigten sich nicht. Im Gegenteil: Aufgrund der überdurchschnittlichen Qualität wurde die Reihe im März 2003 mit dem Grimme-Preis ausgezeichnet.

## Weitere Nutzung

Hinweisschild am Kaltwasserhof

Die Besitzer des Kaltwasserhofes und die Gemeinde Münstertal hatten den Kaltwasserhof durch seinen Bekanntheitsgrad aus der Fernsehserie vermarktet. Die Besitzer boten Führungen für Schulklassen und Besucher an, um zu verdeutlichen, wie am Anfang des 20. Jahrhunderts im Schwarzwald gelebt wurde. So wurde gezeigt, wie selbst Brot gebacken wird – das auch verkostet werden konnte – oder wie Pottasche zum Waschen oder Schindeln zum Dachdecken hergestellt werden. Durch Anekdoten und Geschichten verdeutlichten die Besitzer die harten Bedingungen zu dieser Zeit und versuchten so auch, die Besucher für den heutigen Luxus zu sensibilisieren.
Die alten Eigentümer des Kaltwasserhofs bis 2021 lebten einige Monate im Jahr selbst auf dem Hof, der von ihnen ohne fließend Wasser und Strom bewirtschaftet wurde. Die neuen Besitzer nutzen den Hof als Wohnhaus und hatten angekündigt, den Hof sanieren und teilweise denkmalgerecht umbauen zu wollen. Im Sommerhalbjahr soll der Hof sonntags öffnen, so dass Gäste die historische Küche und Stube besichtigen können.